# Nelson Évora
Nelson Évora (Abidjan, Elefántcsontpart, 1984. április 20. –) olimpiai és világ- és Európa-bajnok portugál atléta.

## Pályafutása
A 2008-as pekingi olimpián a hármasugrás döntőjében 17,67 méteres legnagyobb ugrásával aranyérmes lett a brit Phillips Idowu és a bahamai Leevan Sands előtt.
A 2007-es oszakai világbajnokságon, portugál rekordot ugorva aranyérmes lett, megelőzve a címvédő Walter Davist. 2009-ben a berlini tornán a selejtezőből elsőként került a döntőbe, ahol végül második lett.

## Egyéni legjobbjai
Szabadtéren
- Távolugrásban – 8,10  m
- Hármasugrásban – 17,74 m

Fedett pályán
- Magasugrásban – 1,88 m
- Távolugrásban – 8,08  m
- Hármasugrásban – 17,33 m